# Voci scomposte: le voci degli ultimi
Voci scomposte: le voci degli ultimi è il quarto album del musicista italiano Tony Cercola, pubblicato nel 2009.
Fu presentato nella libreria di Alfredo Guida, una delle più famose di Napoli, ora fallita.

## Tracce
1. Borovsky – 4:29
2. Stelle d'oro – 3:39
3. Joropoli – 2:03
4. Lumumba – 3:15
5. Immigration – 6:07
6. Effetto domino – 3:12
7. Bolero romano – 7:10
8. Facimm' ammuina – 3:15
9. Tabla Song – 2:08
10. Il nomade e lo sciamano – 2:59
11. Tirino Merinda – 3:22
12. Voci scomposte – 3:04
13. Bongos Bonghetti – 1:34
14. Bolero romano (bonus track) – 2:41